# Arroyo Avestruz Grande
El arroyo Avestruz Grande es un pequeño curso de agua uruguayo que atraviesa el departamento de Treinta y Tres, pertenece a la cuenca hidrográfica de la laguna Merín.
Nace en la Cuchilla Grande y desemboca en el río Olimar tras recorrer alrededor de 39 km.
Su principal afluente es el arroyo Avestruz Chico.